# わかチョコ
わかチョコは、秋田県潟上市に本社を置く佐藤食品株式会社が製造・販売する食品である。

## 概要
秋田県八郎潟の特産品であるワカサギをから揚げにし、佃煮のタレとチョコレートがかかった食品。ワカサギは油で2度揚げすることにより、魚臭さを減らしている。製造者の「魚が苦手な方や、普段佃煮を食べない方にも食べてもらいたい」という想いから開発した。チョコレートの味は、チョコ・ホワイト・ストロベリーの3種類がある。
2011年2月の発売当初から、新聞・ラジオ・テレビなどのメディアに取り上げられた。2011年3月10日に日本テレビのスッキリ!!にて、日米最新スイーツ対決の日本代表として登場し、アメリカ代表のウーピーパイに3対1で勝利している。
2013年2月に商品の大幅なリニューアルが行われた。以前と違い、チョコレートの味が一種類のみとなり、パッケージの表にはハート型で「愛のカルシウム」とだけ書かれている。

## 取扱店
佐藤食品本社のほかに、主に秋田県内の道の駅にて、販売されている。